# Râul Lohan
Râul Lohan este un curs de apă, afluent al râului Crasna. Pârâul Lohan are obârșia sub colinele culmii Lohan și este localizat în partea de nord-vest a județului Vaslui. Calea ferată și șoseaua de la Crasna la Huși urmează valea râului Lohan.